# Ušpija
Ušpija (akadsko 𒍑𒉿𒀀,  Uš-pi-a) je bil zgodnji asirski kralj, ki je vladal od okoli 2050 do  2030 pr. n. št. Na Seznamu asirskih kraljev je omenjen prezadnji vladar, ki je "živel v šotoru".  Ušpija še ni potrjen z nobeno najdbo in njegovega obdobja. 
Po Cambridgeski zgodovini starega veka  se je za njegovim naslednikom Apiašalom končalo nomadsko obdobje zgodovine asirskega ljudstva.  Ušpija je v mestni državi Ašur domnevno ustanovil Ašurjev tempelj, o čemer pričajo napisi mnogo kasnejših asirskih kraljev Šalmaneserja I. (Šulmanu-ašaredu I., okoli 1274 pr. n. št.) in Asarhadona (Aššur-ahu-iddin, okoli 681 pr. n. št.). 
Po Seznamu asirskih kraljev  je bil Ušpijev naslednik Apiašal. Arthur Ungnad ima Ušpijevo in Kikijevo (vladal okoli 2000 pr. n. št.) ime za huritsko in ne iz asirskega narečja semitskega akadskega jezika.  Arno Poebel na podlagi sodobnih raziskav v njegovo razlago ni prepričan.